# Vízilabda az 1904. évi nyári olimpiai játékokon
Az 1904. évi nyári olimpiai játékokon a vízilabdatornát szeptember 5-én és 6-án rendezték három amerikai csapat részvételével.

## Éremtáblázat
(A rendező ország csapata eltérő háttérszínnel, az egyes számoszlopok legmagasabb értéke, vagy értékei vastagítással kiemelve.)
| Az 1904. évi nyári olimpiai játékok éremtáblázata vízilabdában | Az 1904. évi nyári olimpiai játékok éremtáblázata vízilabdában | Az 1904. évi nyári olimpiai játékok éremtáblázata vízilabdában | Az 1904. évi nyári olimpiai játékok éremtáblázata vízilabdában | Az 1904. évi nyári olimpiai játékok éremtáblázata vízilabdában | Olimpia  |
| -------------------------------------------------------------- | -------------------------------------------------------------- | -------------------------------------------------------------- | -------------------------------------------------------------- | -------------------------------------------------------------- | -------- |
|                                                                | Ország                                                         | Arany                                                          | Ezüst                                                          | Bronz                                                          | Összesen |
| 1.                                                             | Egyesült Államok (USA)                                         | 1                                                              | 1                                                              | 1                                                              | 3        |
|                                                                |                                                                |                                                                |                                                                |                                                                |          |
|                                                                |                                                                |                                                                |                                                                |                                                                |          |
| Összesen                                                       | Összesen                                                       | 1                                                              | 1                                                              | 1                                                              | 3        |

## Érmesek
| Az 1904. évi nyári olimpiai játékok érmesei vízilabdában                                       | Az 1904. évi nyári olimpiai játékok érmesei vízilabdában                                     | Az 1904. évi nyári olimpiai játékok érmesei vízilabdában                                                   | Az 1904. évi nyári olimpiai játékok érmesei vízilabdában |
| ---------------------------------------------------------------------------------------------- | -------------------------------------------------------------------------------------------- | --- | -------------------------------------------------------- |
| Arany                                                                                          | Ezüst                                                                                        | Bronz |                                                          |
| Egyesült Államok (USA) · (New York Athletic Club)                                              | Egyesült Államok (USA) · (Chicago Athletic Association)                                      | Egyesült Államok (USA) · (Missouri Athletic Club)                                                          |                                                          |
| David Bratton Leo Goodwin Louis Handley David Hesser Joseph Ruddy James Steen George Van Cleaf | Rex Beach David Hammond Charles Healy Frank Kehoe Jerome Steever Edwin Swatek William Tuttle | Gwynne Evans Augustus Goessling John Meyers William Orthwein Amedee Reyburn Fred Schreiner Manfred Toeppen |                                                          |

## Eredmények

### Elődöntő
| 1904. szeptember 5. | Egyesült Államok (USA) · (New York Athletic Club) | 5 – 0 | Egyesült Államok · (Missouri Athletic Club) |  |
| 1904. szeptember 5. |                                                   |       |                                             |  |
| 1904. szeptember 5. |                                                   |       |                                             |  |

### Döntő
| 1904. szeptember 6. | Egyesült Államok (USA) · (New York Athletic Club) | 6 – 0 | Egyesült Államok · (Chicago Athletic Association) |  |
| 1904. szeptember 6. |                                                   |       |                                                   |  |
| 1904. szeptember 6. |                                                   |       |                                                   |  |